# Zatrephes flavinotata
Zatrephes flavinotata là một loài bướm đêm thuộc phân họ Arctiinae, họ Erebidae.